# Grupo NovAmérica
Grupo NovAmérica é um grupo econômico com sede em São Paulo e voltado, primariamente, para o mercado agrícola, principalmente sucroalcooleiro. Entre março de 2005 e junho de 2009, o grupo foi proprietário da marca Açúcar União, vendida à Cosan em 2009.
O Grupo NovAmérica pertence à família Resende Barbosa, representada por Roberto de Rezende Barbosa.